# Toppserien 2005
La Toppserien 2005 è stata la 22ª edizione della massima serie del campionato norvegese femminile di calcio, l'ultima con il numero di partecipanti pari a 10 squadre. La competizione è iniziata il 16 aprile ed è terminata il 22 ottobre 2005. Il campionato è stato vinto dal Kolbotn per la seconda volta nella sua storia sportiva, a tre anni dal precedente titolo, classificatosi con 6 punti di distacco dal Team Strømmen, mentre la classifica delle marcatrici vede primeggiare la norvegese Tone Røst Heimlund, del Fløya, con 18 reti.
L'Asker, pur avendo conquistato sul campo la salvezza, a fine campionato viene retrocesso per la cessione della licenza allo Stabæk, garantendo così la permanenza in Toppserien alla nona in classifica, il Liungen, che con soli 7 punti agguanta la salvezza, il punteggio più basso ottenuto da una squadra non retrocessa fino a quel momento (il secondo più basso è di 11 punti).

## Stagione

### Novità
Dalla Toppserien 2004 sono retrocesse l'Arna-Bjørnar e il Medkila, classificatesi al nono e decimo posto, mentre dalla 1. divisjon 2004 erano stati promossi il Kattem e il Liungen, rispettivamente primo e secondo in classifica.

### Formula
Le 10 squadre partecipanti si affrontavano in un girone all'italiana con partite di andata e ritorno per un totale di 18 giornate. La squadra campione di Norvegia aveva il diritto di partecipare alla UEFA Women's Cup 2007-2008 partendo dai sedicesimi di finale.

## Squadre partecipanti
| Club           | Città                | Stadio                 | Stagione 2004           |
| -------------- | -------------------- | ---------------------- | ----------------------- |
| Asker          | Asker                | Føyka Stadion          | 4º posto in Toppserien  |
| Fløya          | Tromsø               | Fløyabanen             | 3º posto in Toppserien  |
| Kattem         | Trondheim            | Åsheim kunstgress      | 1º posto in 1. divisjon |
| Klepp          | Klepp                | Klepp Stadion          | 8º posto in Toppserien  |
| Kolbotn        | Kolbotn              | Sofiemyr Stadion       | 5º posto in Toppserien  |
| Liungen        | Lier utenfor Drammen | ???                    | 2º posto in 1. divisjon |
| Røa            | Oslo                 | Røa Kunstgress         | Campione di Norvegia    |
| Sandviken      | Sandviken            | Stemmemyren Kunstgress | 7º posto in Toppserien  |
| Team Strømmen  | Lillestrøm           | LSK-hallen             | 6º posto in Toppserien  |
| Trondheims-Ørn | Trondheim            | Ranheim Arena          | 2º posto in Toppserien  |

## Classifica finale
|  | Pos. | Squadra        | Pt | G  | V  | N | P  | GF | GS | DR  |
|  | ---- | -------------- | -- | -- | -- | - | -- | -- | -- | --- |
|  | 1.   | Kolbotn        | 45 | 18 | 14 | 3 | 1  | 72 | 15 | +57 |
|  | 2.   | Team Strømmen  | 39 | 18 | 12 | 3 | 3  | 44 | 22 | +22 |
|  | 3.   | Fløya          | 33 | 18 | 10 | 3 | 5  | 49 | 26 | +23 |
|  | 4.   | Trondheims-Ørn | 33 | 18 | 10 | 3 | 5  | 31 | 17 | +14 |
|  | 5.   | Klepp          | 29 | 18 | 8  | 5 | 5  | 39 | 24 | +15 |
|  | 6.   | Røa            | 28 | 18 | 9  | 1 | 8  | 35 | 28 | +7  |
|  | 7.   | Asker          | 24 | 18 | 7  | 3 | 8  | 34 | 30 | +4  |
|  | 8.   | Sandviken      | 15 | 18 | 4  | 3 | 11 | 25 | 58 | −33 |
|  | 9.   | Liungen        | 7  | 18 | 2  | 1 | 15 | 19 | 76 | −57 |
|  | 10.  | Kattem         | 4  | 18 | 1  | 1 | 16 | 20 | 72 | −52 |

Legenda:
      Campione di Norvegia e ammessa alla UEFA Women's Cup 2007-2008
      Retrocessa in 1. divisjon 2006
Note:
Tre punti a vittoria, uno a pareggio, zero a sconfitta.
La classifica viene stilata secondo i seguenti criteri:
- Punti conquistati
- Differenza reti generale
- Reti totali realizzate
- Punti conquistati negli scontri diretti
- Differenza reti negli scontri diretti
- Reti realizzate in trasferta negli scontri diretti (solo tra due squadre)
- Reti realizzate negli scontri diretti
- play-off (solo per decidere la squadra campione, l'ammissione agli spareggi e le retrocessioni).

## Statistiche

### Classifica marcatrici
| Gol |  |  | Giocatore           | Squadra |
| --- |  |  | ------------------- | ------- |
| 18  |  |  | Tone Røst Heimlund  | Fløya   |
| 14  |  |  | Solveig Gulbrandsen | Kolbotn |
| 13  |  |  | Maureen Mmadu       | Klepp   |
| 13  |  |  | Tonje Hansen        | Kolbotn |
| 13  |  |  | Isabell Herlovsen   | Kolbotn |
| 12  |  |  | Dagny Mellgren      | Klepp   |
| 12  |  |  | Lene Espedal        | Kolbotn |
| 11  |  |  | Lindy Melissa Wiik  | Asker   |
| 11  |  |  | Kristy Moore        | Fløya   |
| 11  |  |  | Trine Rønning       | Kolbotn |
| 10  |  |  | Ingunn Sørum        | Liungen |
| 9   |  |  | Siri Nordby         | Røa     |